# 9306 Pittosporum
9306 Pittosporum este un asteroid din centura principală de asteroizi.

## Descriere
9306 Pittosporum este un asteroid din centura principală de asteroizi. A fost descoperit pe 2 februarie 1987 la Observatorul La Silla de Eric Walter Elst. El prezintă o orbită caracterizată de o semiaxă mare de 2,88 ua, o excentricitate de 0,02 și o înclinație de 1,5° în raport cu ecliptica.